# Aérodrome de Grimbergen
 (juillet 2022).
Si vous disposez d'ouvrages ou d'articles de référence ou si vous connaissez des sites web de qualité traitant du thème abordé ici, merci de compléter l'article en donnant les références utiles à sa vérifiabilité et en les liant à la section « Notes et références ».
L'aérodrome de Grimbergen ou aérodrome de Lint-Grimbergen est un aérodrome situé dans la commune de Grimbergen, à proximité de Bruxelles en Belgique. Infrastructure à vocation militaire établie par l’armée belge en 1939, c'est aujourd'hui un aérodrome dédié à l'aviation de loisir. 

## Histoire

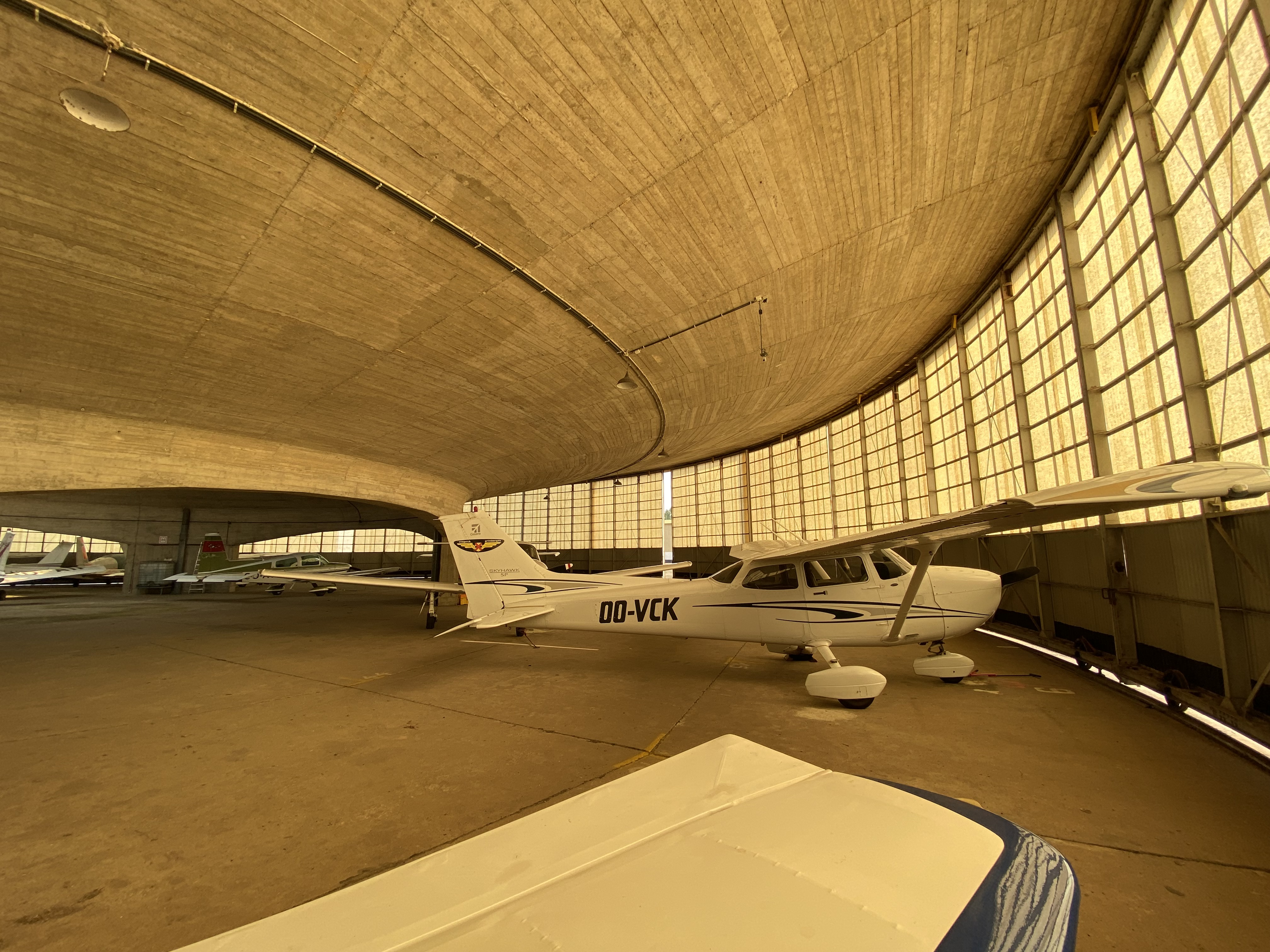
L'Aérodrome de Lint-Grimbergen.

L’aérodrome de Lint-Grimbergen fut créé par l'armée belge en 1939 comme aéroport militaire de réserve. D'un terrain initial de 58 hectares, celui-ci fut utilisé en 1940 pour faire face aux offensives allemandes jusqu'à sa capture le 18 mai. Alors utilisé par la Luftwaffe qui étend sa surface pendant l'occupation, l'aérodrome passe aux mains des Alliés en septembre 1944.
En 1946, les militaires ont commencé à restituer l'aérodrome aux autorités locales qui décidèrent d'en faire un aéroport majeur pour le tourisme et les avions sportifs qui ne devraient alors plus utiliser l'aéroport de Melsbroek. 1946 vit aussi la création du Sabena Aeroclub appelé alors SSTA (Section Sportive de Tourisme Aérien).
En 1947, des nouveaux hangars en béton furent fabriqués. Ces hangars sont désormais classés et sont toujours uniques en Belgique.
En 1994, à la suite de pressions locales, l'aérodrome fut fermé. Seul le Sabena Aeroclub fut autorisé à l'exploiter. Il fut cependant ré ouvert en 1997 après avoir trouvé un compromis avec la commune de Grimbergen. L'aérodrome perdit une de ses pistes dans la procédure (la 07-25 qui était la seule piste opérable de nuit) qui fut entièrement recouverte par un bois. Seule la 01-19 est aujourd'hui opérationnelle et a été partiellement goudronnée pour faciliter les décollages/atterrissages.

## Sabena Aeroclub
La Sabena Aeroclub a commencé à opérer en tant que SSTA sur l'aérodrome de Grimbergen. En 1985, celui-ci changera de nom à la suite d'une décision de la Sabena qui fera refaire toutes les livrées des différents avions,,.